# Francis Winnington (Politiker, 1704)
Francis Winnington (* Februar oder März 1704; † nach 1754) war ein britischer Politiker.

## Leben
Francis Winnington war der älteste Sohn von Francis Winnington und dessen Frau Anne Jackson. Er besuchte die Westminster School und das Trinity College der University of Oxford. 1722 wurde er in den Middle Temple aufgenommen und 1728 als Anwalt zugelassen. 1733 wurde er auf Betreiben seines Cousins ersten Grades, Thomas Winnington, Solicitor der Admiralität. Im Juni 1747 trat er von diesem Posten zurück, um im Borough Droitwich für einen Sitz im House of Commons zu kandidieren. Winnington gehörte dem Unterhaus vom 9. Dezember 1747 bis 1754 an. Bereits sein Großvater Francis Winnington, seine beiden Onkel Salwey Winnington und Edward Jeffreys, sowie sein Cousin ersten Grades Thomas Winnington waren Abgeordnete im House of Commons gewesen. Sein Neffe Sir Edward Winnington, 1. Baronet folgte später ebenfalls dieser Familientradition.
Francis Winnington war mit Susannah Courtney verheiratet. Aus der Ehe gingen zwei Töchter hervor.